# Leonard Scott
Leonard Scott (* 19. ledna 1980 Zachary, Louisiana) je bývalý americký sprinter, který soutěžil hlavně v běhu na 100 m. V roce 2002 se stal profesionálem. V roce 2005 skončil šestý na mistrovství světa v běhu na 100 m. V roce 2006 vyhrál na halovém MS v atletice zlatou medaili na trati 60 m. Ve stejném roce na Světovém atletickém finále vyhrál stříbro na trati 100 m. Osobní rekord na trati 50 m má 5,58 sekundy, což ho činí třetím nejlepším mužem v historii na této trati. Osobní rekord na 60 m má 6,46 sekundy, čímž se řadí mezi světovou elitu. Svůj rekord na trati dlouhé 100 m zaběhl ve Stuttgartu roku 2006 v čase 9,91 sekund a svůj rekord na 200 m zaběhl roku 2005 v čase 20,34 sekundy ve městě Columbia.